# Ocosingo (stad)
Ocosingo is een stadje in de Mexicaanse deelstaat Chiapas. Villaflores heeft ongeveer 30.000 inwoners (schatting 2007). Het is de hoofdplaats van de gemeente Ocosingo en de toegangspoort tot de Lacandónjungle.

## Algemeen
De plaatsnaam komt uit het Nahuatl en betekent 'plaats van de donkere heer'. Ocosingo werd in 1564 gesticht door de missionaris Pedro de Lorenzo, die er Tzeltal-indianen liet verzamelen teneinde dezen te bekeren. Nog altijd bestaat een groot deel van de inwoners uit Tzeltal. Op 1 januari 1994 werd Ocosingo ingenomen door het Zapatistisch Nationaal Bevrijdingsleger (EZLN). Bij het gevecht dat hierna ontstond, kwamen 44 mensen om het leven. Dit was de bloedigste slag uit de opstand.

## Maya-sites
Binnen de gemeente liggen verschillende archeologische Maya-sites, waaronder Bonampak, Noh K'uh, Toniná en Yaxchilán.

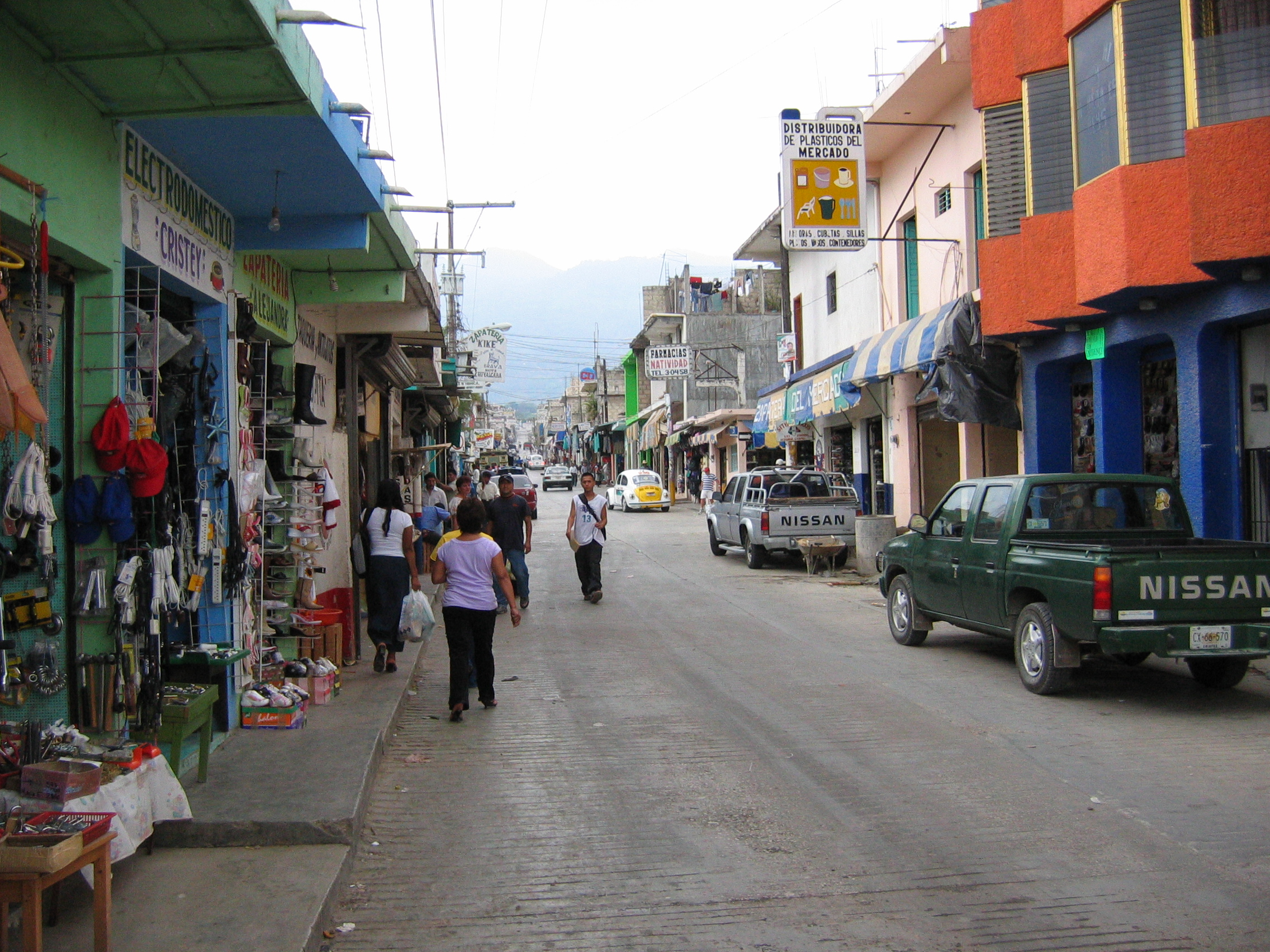
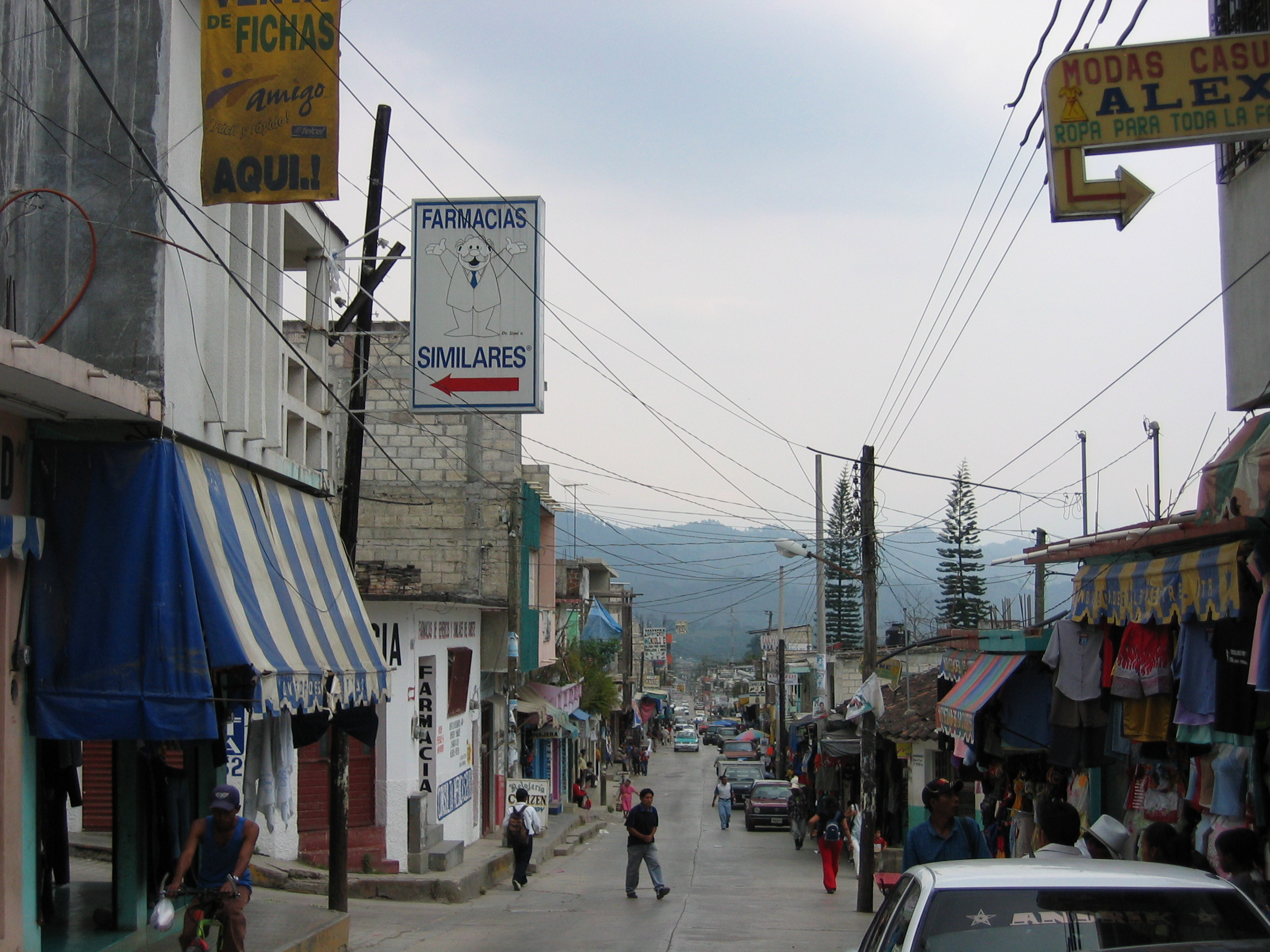
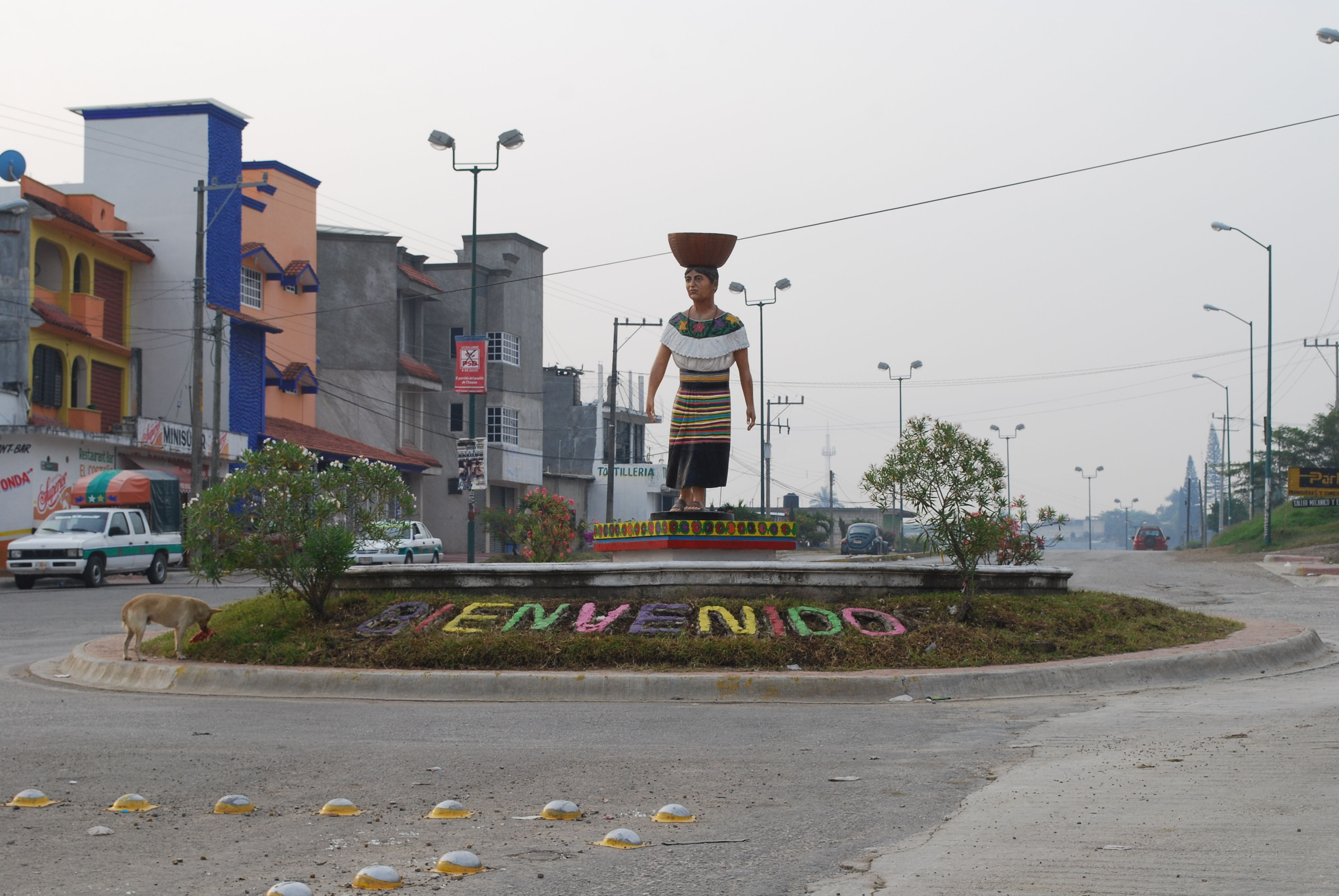